# Cyclosorus buwaldae
Cyclosorus buwaldae är en kärrbräkenväxtart som först beskrevs av Holtt., och fick sitt nu gällande namn av Mazumdar och Mukhop. Cyclosorus buwaldae ingår i släktet Cyclosorus och familjen Thelypteridaceae. Inga underarter finns listade.